# Cantin
Cantin település Franciaországban, Nord megyében. Lakosainak száma 1755 fő (2022. január 1.). Cantin Dechy, Arleux, Bugnicourt, Erchin, Estrées, Gœulzin és Roucourt községekkel határos.

## Népesség
A település népességének változása:
| Lakosok száma | 1523 | 1521 | 1560 | 1577 | 1605 | 1685 | 1719 | 1770 | 1755 |
|               | 2013 | 2015 | 2016 | 2017 | 2018 | 2019 | 2020 | 2021 | 2022 |